# Избори за председника Аустрије 1957.
Избори за председника Аустрије 1957. су одржани 5. маја 1957. и били су други председнички избори у историји Аустрије. Избори су одржани после смрти дотадашњег председника Теодор Кернера 4. јануара 1957. За изборе су се кандидовала два кандидата: Адолф Шерф као представник Социјалдемократске партије Аустрије (SPÖ) и Волфганг Денк којег су заједнички подржале Аустријска народна странка (ÖVP) и Слободарска партија Аустрије (FPÖ). Победио је Адолф Шерф добивши у првом кругу 51,12& гласова.

## Изборни резултати
Резултати председничких избора у Аустрији 1957.
| Укупно важећих гласова                                    | Укупно важећих гласова | 4.417.859 | 100 |
| Неважећих гласова                                         | Неважећих гласова      | 81.706    | 1,8 |
| Извор: Резултати председничких избора у Аустрији од 1951. |                        |           |     |

- Од 4.630.997 регистрованих гласача на изборе је изашло 97,16%

## Последице избора
Адолф Шерф је постао 6. председник Аустрије у њеној историји и други који је изабран на демократским изборима. Дужност председника Аустрије је почео да обавља 22. маја 1951. На следећим изборима који су одржани 1963. Шерф је такође победио и остао је на положају председника све до своје смрти 28. фебруара 1965.